# Plauzia Urgulanilla
Plauzia Urgulanilla (latino: Plautia Urgulanilla; Roma, fine I a.C. – dopo il 28) è stata una nobildonna romana, prima moglie del futuro imperatore Claudio.

## Biografia
Plauzia Urgulanilla nacque a Roma alla fine del I secolo a.C. Era figlia di Marco Plauzio Silvano, console nel 2 a.C., e di Larcia, forse figlia di Clodia Pulcra, prima moglie del futuro imperatore Augusto, dal suo secondo matrimonio con Gneo Larcio. Era la loro unica figlia femmina e aveva tre fratelli, di cui uno morto a nove anni. Era di ascendenza etrusca. 
Sua nonna paterna era Urgulania, amica intima dell'imperatrice Livia Drusilla, terza e ultima moglie di Augusto. Grazie a questo legame, Plauzia fu data in sposa, fra il 9 e il 12, a uno dei nipoti di Livia, Claudio, che molto tempo dopo sarebbe divenuto lui stesso imperatore, e da cui ebbe due figli: Claudio Druso e Claudia. Il matrimonio fu celebrato con la concessione dello status di patrizi al ramo famigliare di Plauzia, la cui gens d'origine, i Plautii, era di rango plebeo.  
Tuttavia, fra il 24 e il 27, mentre era incinta di Claudia, fu accusata di condotta immorale e adulterio col suo liberto Botero, che secondo Claudio era anche il vero padre del nascituro. Di conseguenza, Urgulanilla fu ripudiata e, quando, cinque mesi dopo, nacque la bambina, Claudio non la riconobbe e ordinò che fosse deposta sulla soglia della casa materna. Non è noto se sia sopravvissuta o meno all'esposizione. 
Secondo fonti antiche, oltre all'accusa di adulterio pesava su Urgulanilla anche il fatto che, nel 24, fosse stata sospettata di essere coinvolta nell'omicidio di sua cognata Apronia, seconda moglie di suo fratello Marco, e nelle successive accuse che questo lanciò alla sua ex moglie, Fabia Numantina, parente di Augusto. Marco si suicidò prima del processo su invito di Urgulania, mentre Fabia fu assolta.